# Rata de laboratorio

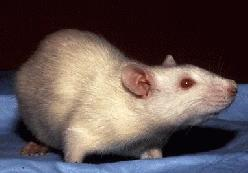
La rata de laboratorio albina con sus ojos rojos y pelaje blanco es un organismo modelo icónico para la investigación científica en una variedad de campos.

La rata de laboratorio es una rata parda de la subespecie Rattus norvegicus domestica; es una rata que es criada y mantenida para la investigación científica. Si bien se utiliza con menos frecuencia para la investigación en comparación con los ratones de laboratorio, las ratas han servido como un modelo animal importante para la investigación tanto en psicología como en las ciencias biomédicas.

## Orígenes

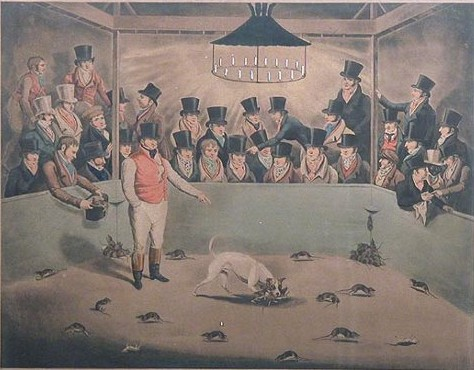
Rat-baiting

En la Europa del siglo XVIII, había ratas pardas salvajes por doquier y tal infestación dio energía a la industria de la caza de ratas. Los cazadores de ratas no solo ganaban dinero atrapando a estos roedores, sino que también los vendían como comida o, más frecuentemente, para la sangrienta práctica del rat-baiting o encebamiento de ratas.
El encebamiento de ratas era un deporte popular, que consistía en llenar de ratas un foso y medir cuánto tardaba un perro terrier en matarlas a todas. Con el tiempo, la cría de ratas para estos espectáculos pudo haber dado origen a variaciones en el color, en particular las variedades albinas y encapuchadas. La primera vez que una de estas ratas albinas fue llevada a un laboratorio a hacer parte de un estudio fue en 1828 para un experimento sobre el ayuno. A lo largo de las siguientes tres décadas, las ratas se empezaron a utilizar para varios experimentos más y, finalmente, la rata de laboratorio se convirtió en el primer animal domesticado por propósitos puramente científicos.

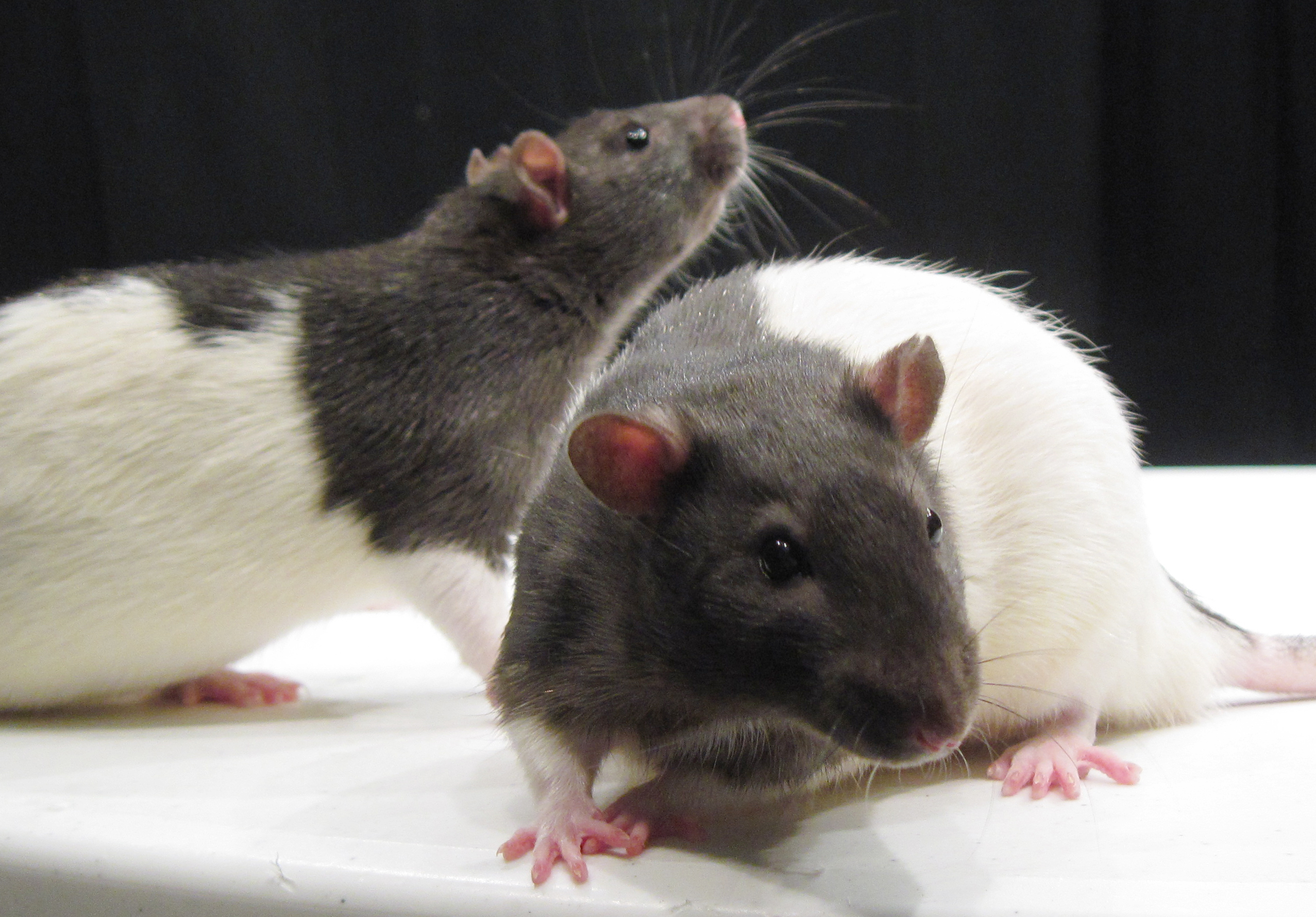
Dos ratas encapuchadas

En Japón existió una práctica común de tener ratas como mascotas durante el período Edo y, en el siglo XVIII, Youso Tamanokakehashi (1775) y Chingan Sodategusa (1787) publicaron guías sobre cómo criar ratas domésticas. Un análisis genético de 117 cepas de ratas albinas recolectadas de todas las regiones del mundo que fue llevado a cabo por un equipo dirigido por Takashi Kuramoto en la Universidad de Kioto en 2012 mostró que las ratas albinas son descendientes de las ratas encapuchadas y que todas las ratas albinas descienden de un solo ancestro. En tanto existe evidencia de que la rata encapuchada era conocida como "rata japonesa" a principios del siglo XX, Kuramoto concluyó que una o más ratas encapuchadas japonesas podrían haber sido llevadas a Europa o a América y que una rata albina que surgió como producto de la cría de estas ratas encapuchadas fue el ancestro común de todas las ratas de laboratorio albinas que se utilizan en la actualidad.

## Uso en investigación
La rata se empezó a usar de manera temprana en la investigación de laboratorio en cinco áreas: W. S. Small sugirió que la tasa de aprendizaje en las ratas podía medirse usando un laberinto, idea que John B. Watson usó para su disertación doctoral en 1903. La primera colonia de ratas en los Estados Unidos utilizada para hacer investigación nutricional fue iniciada en enero de 1908 por Elmer McCollum, y posteriormente Thomas Burr Osborne y Lafayette Mendel utilizaron los requerimientos nutricionales de las ratas para determinar los detalles de la nutrición proteica. La función reproductiva de las ratas fue estudiada en el Instituto de Biología Experimental de la Universidad de California, Berkeley por Herbert McLean Evans y Joseph A. Long. La genética de las ratas fue estudiada por William Ernest Castle en el Instituto Bussey de la Universidad de Harvard hasta su cierre en 1994. Las ratas se han utilizado durante largo tiempo en la investigación sobre el cáncer, por ejemplo, en el Instituto Crocker para la Investigación del Cáncer.

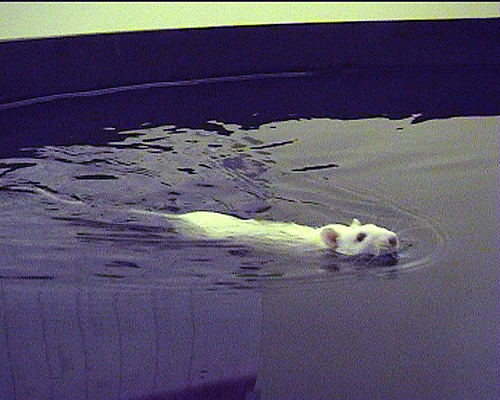
Una rata en una prueba de navegación acuática de Morris

La importancia histórica de esta especie para la investigación científica se refleja en la cantidad de literatura publicada sobre ella: aproximadamente 50% más que la de ratones de laboratorio. Con frecuencia, las ratas de laboratorio son sometidas a disección o microdiálisis para estudiar los efectos internos en los órganos y el cerebro, como ocurren en la investigación sobre el cáncer o la investigación farmacológica. Las ratas de laboratorio que no son sacrificadas pueden recibir la eutanasia o, en algunos casos, convertirse en mascotas.
Las ratas domésticas se diferencian de las ratas salvajes en varios aspectos: son más apacibles y significativamente menos propensas a morder, pueden tolerar mayores niveles de hacinamiento, son fértiles antes y producen más descendencia, y sus cerebros, hígados, riñones, glándulas suprarrenales y corazones son más pequeños.
Los científicos han criado muchas cepas o "linajes" de ratas específicamente para la experimentación. La mayoría derivan de la rata albina Wistar, que se usa ampliamente aún. Otras cepas comunes son las ratas albinas Sprague Dawley, Fischer 344 y Holtzman, y las ratas encapuchadas Long-Evans y Lister. También hay cepas endogámicas disponibles, pero no se usan con tanta frecuencia como se hace con los ratones endogámicos.
Gran parte del genoma de Rattus norvegicus se ha secuenciado. En octubre de 2003, investigadores pudieron clonar dos ratas de laboratorio por medio de transferencia nuclear. Este fue el primero de una serie de desarrollos que han comenzado a hacer que las ratas sean tratables como sujetos de investigación genética, si bien su uso está aún rezagado con respecto al uso de ratones, que se prestan mejor a las técnicas de células madre embrionarias que se usan típicamente para manipulación genética. Muchos de los investigadores que buscan trazar observaciones del comportamiento y fisiología a los genes subyacentes consideran que aspectos de estos en las ratas son más relevantes para los humanos y más fáciles de observar que en los ratones, lo que ha impulsado el desarrollo de técnicas de investigación genética aplicables a la rata.
Un estudio de 1972 comparó neoplasias en ratas Sprague Dawley obtenidas de seis proveedores comerciales distintos y encontró diferencias muy significativas en la incidencia de tumores endocrinos y mamarios. Se encontraron incluso variaciones significativas en la incidencia de tumores de la médula adrenal entre ratas provenientes de la misma fuente pero criadas en laboratorios diferentes. Con excepción de uno, tumores testiculares ocurrieron en ratas provenientes de un solo proveedor. Los investigadores encontraron que la incidencia de tumores en ratas Sprague-Dawley de estas diferentes fuentes comerciales variaba tanto entre estas fuentes como variaba entre las otras cepas de ratas. Los autores del estudio "enfatizaron la necesidad de tener extremada precaución a la hora de evaluar estudios de carcinogenicidad llevados a cabo en diferentes laboratorios y/o en ratas provenientes de diferentes fuentes".
Durante el racionamiento alimentario a causa de la Segunda Guerra Mundial, biólogos británicos comían ratas de laboratorio.

## Cruces y cepas
Una cepa, en lo que se refiere a roedores, es un grupo en el que todos los miembros son, en la medida de lo posible, idénticos genéticamente. En ratas, esto se logra por medio de la endogamia. Al tener este tipo de población, es posible llevar a cabo experimentos sobre el rol de los genes, o experimentos que excluyan variaciones en la genética como factor. En contraste, poblaciones exogámicas son usadas cuando es innecesario tener genotipos idénticos o cuando se requiere una población con variación genética, y estas ratas se denominan generalmente cruces o cruzas en lugar de cepas.

### Rata Wistar

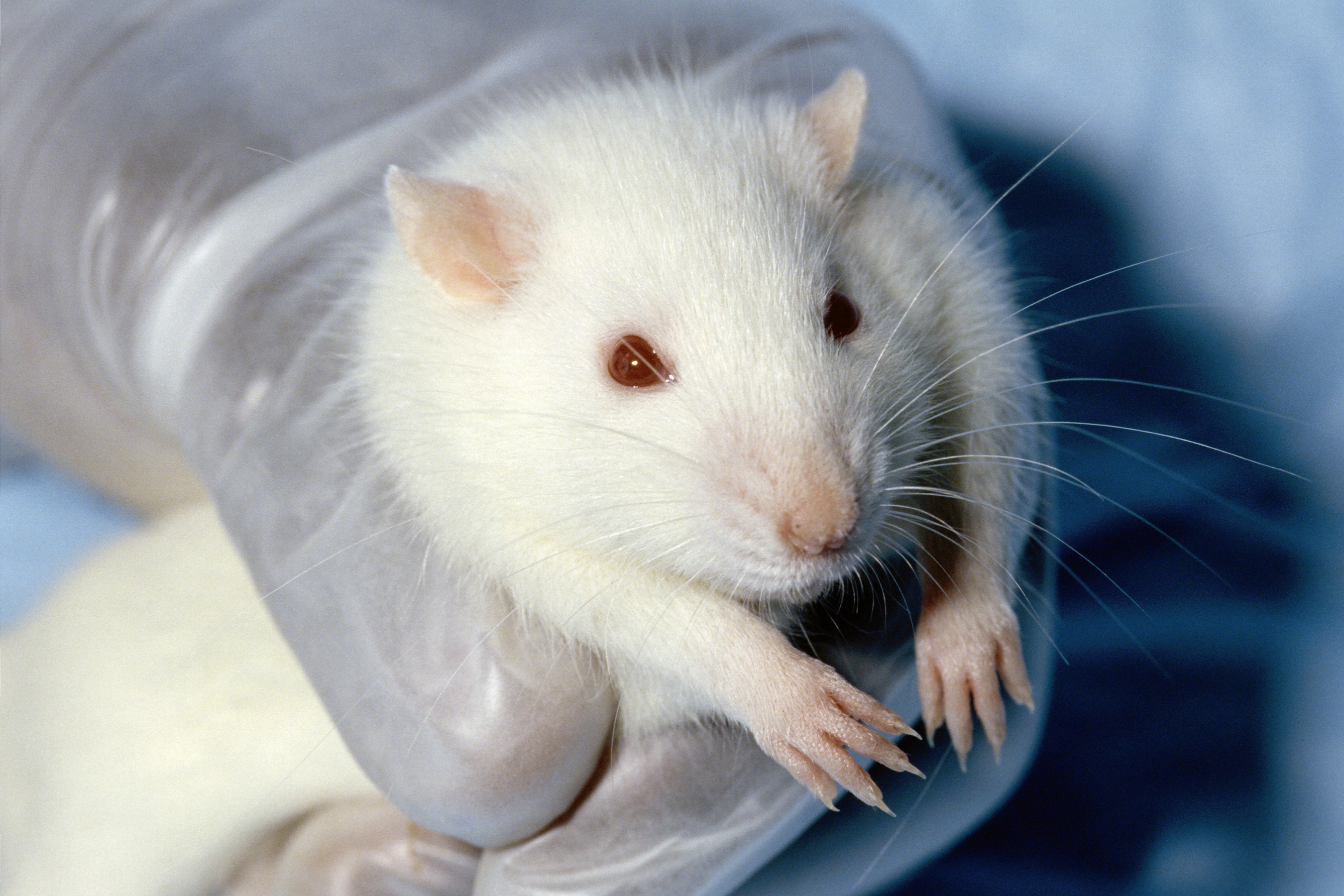
Una rata Wistar

La rata Wistar es una rata albina exógena. Esta raza fue desarrollada en el Instituto Wistar en 1906 para su uso en la investigación biológica y médica, y notablemente es la primera rata que fue desarrollada para servir como organismo modelo en una época en que los laboratorios utilizaban principalmente al ratón doméstico (Mus musculus). Más de la mitad de todas las cepas de ratas de laboratorio descienden de la colonia original que fue establecida por el fisiólogo Henry Donaldson, el administrador científico Milton J. Greenman y la investigadora genética/embrióloga Helen Dean King.
La rata Wistar es en la actualidad una de las ratas más populares utilizadas para la investigación en el laboratorio. Se caracteriza por su cabeza ancha, orejas largas y su cola que siempre es más corta que la longitud de su cuerpo. La rata Sprague Dawley y la rata Long-Evans fueron desarrolladas a partir de ratas Wistar. Las ratas Wistar son más activas que otras como las ratas Sprague Dawley. La rata espontáneamente hipertensa y la rata Lewis son otros cruces bastante conocidos que se desarrollaron a partir de ratas Wistar.

### Rata Long-Evans
La rata Long-Evans es una rata exogámica desarrollada por los doctores Long y Evans en 1915 al cruzar varias hembras Wistar con un macho gris salvaje. Las ratas Long-Evans son blancas y tienen una capucha negra, aunque ocasionalmente son blancas con una capucha parda. Se les utiliza como un organismo modelo multipropósito, con frecuencia en la investigación comportamental y sobre la obesidad.

### Rata Sprague Dawley

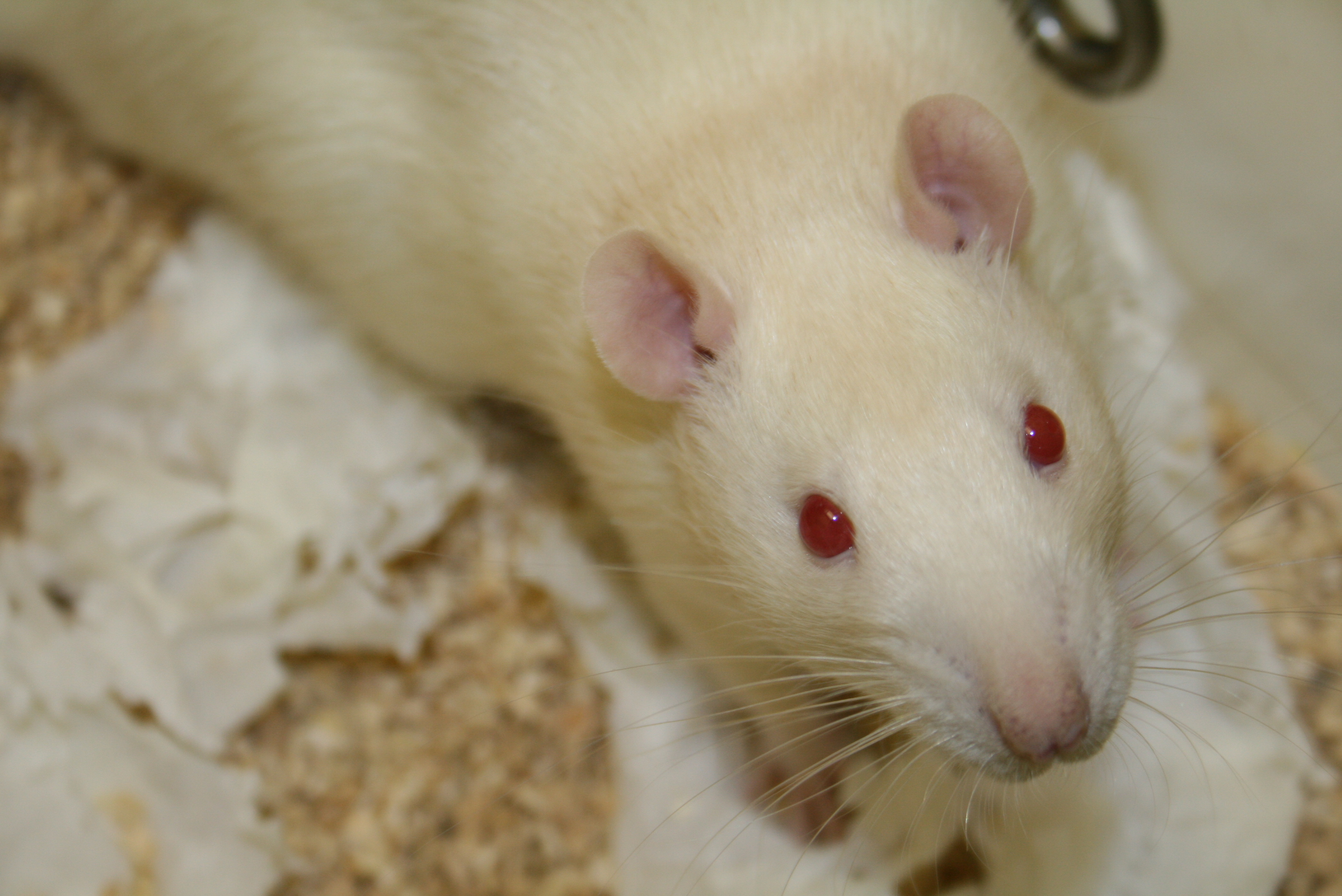
Una rata Sprague Dawley

La rata Sprague Dawley es una raza multipropósito exogámica de rata albina utilizada ampliamente en la investigación médica y nutricional. Su principal ventaja es su apacibilidad y la facilidad de su manejo. Esta raza de rata fue producida por primera vez en las granjas Sprague-Dawley (que luego se convertiría en la Compañía Animal Sprague-Dawley) en Madison, Wisconsin en 1925. El nombre originalmente llevaba un guion, aunque no es este el caso del estilo de la marca actual (Sprague Dawley, la marca comercial utilizada por Envigo). El tamaño promedio de una camada de ratas Sprague Dawley es de 11,0.
Estas ratas tienen típicamente la cola más larga respecto a la longitud de su cuerpo que las ratas Wistar. Fueron protagonistas del escándalo Séralini, en medio del cual se afirmó que el herbicida RoundUp aumentaba la aparición de tumores en estas ratas. Sin embargo, puesto que es conocido que estas ratas desarrollan tumores a una tasa alta (y muy variable), se ha considerado que el diseño metodológico del estudio tenía fallas y por tanto sus hallazgos no tenían fundamento.

### Rata de crianza biológica
La rata de cría biológica (también conocida como rata propensa a la diabetes de cría biológica o rata BBDP) es una cepa endogámica que desarrolla espontáneamente diabetes tipo 1 autoinmune. Al igual que los ratones NOD, las ratas de cría biológica se utilizan como modelo animal para la diabetes tipo 1. Esta cepa recapitula muchas de las características de la diabetes tipo 1 humana y por tanto ha contribuido en gran medida a la investigación de la patogénesis de la DMT1.

### Rata Brattleboro
La rata Brattleboro es una cepa que fue desarrollada por Henry A. Schroeder y el técnico Tim Vinton en West Brattleboro, Vermont, a partir de 1961, para la Escuela de Medicina de la Universidad de Dartmouth. Tiene una mutación genética natural que hace que los especímenes no puedan producir vasopresina, que ayuda a controlar la función renal. Estas ratas estaban siendo criadas para usar en el laboratorio por el Dr. Henry Schroeder y el técnico Tim Vinton, quienes notaron que la camada de 17 ratas bebía agua y orinaba en exceso.

### Rata sin pelo
Las ratas de laboratorio sin pelo brindan a los investigadores datos valiosos acerca de sistemas inmunitarios comprometidos y enfermedades renales genéticas. Se estima que existen más de 25 genes que causan la falta de pelo recesiva en ratas de laboratorio. Las más comunes se denominan rnu (Rowett desnuda), fz (vellosa) y shn (rapada).

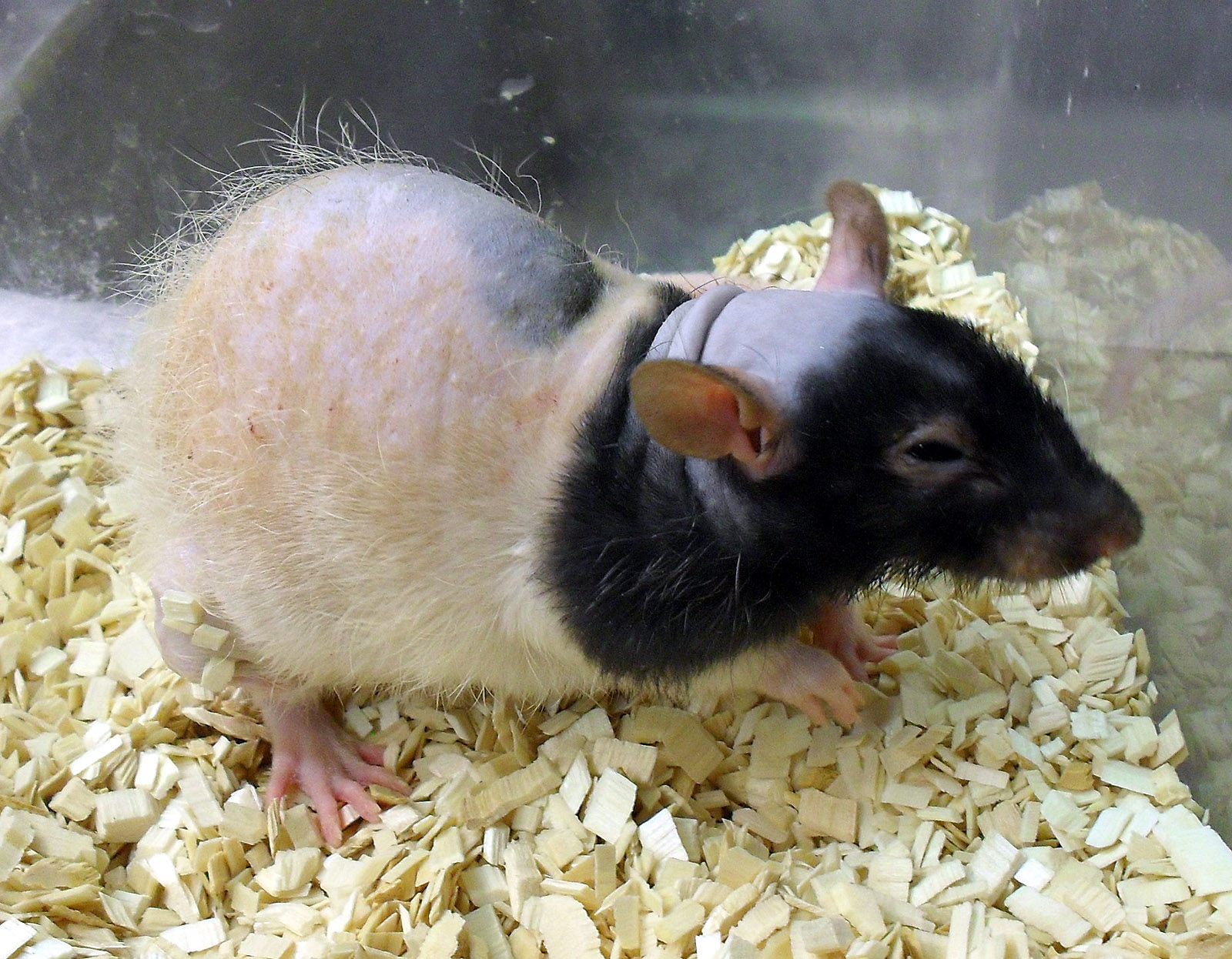
Una rata Rowett desnuda

- Las ratas desnudas Rowett, identificadas por primera vez en 1953 en Escocia, carecen de timo. La ausencia de este órgano compromete gravemente su sistema inmunológico, y las infecciones del tracto respiratorio y los ojos aumentan de manera más dramática.[29]
- Se identificaron ratas vellosas en 1976 en un laboratorio de Pensilvania. La principal causa de muerte entre las ratas fz/fz es, en últimas, una insuficiencia renal progresiva que comienza alrededor del año de edad.[30]
- Las ratas rapdas se criaron a partir de ratas Sprague Dawley en Connecticut en 1998.[31] También padecen graves problemas renales.

### Rata Lewis
La rata Lewis fue desarrollada por Margaret Lewis a partir de cruces Wistar a principios de la década de 1950. Sus características incluyen una coloración albina, comportamiento dócil y baja fertilidad. La rata Lewis padece varias patologías espontáneas: en primer lugar, pueden sufrir una alta incidencia de neoplasias, y su vida útil está determinada principalmente por esto. Los más frecuentes son los adenomas de la hipófisis y los adenomas/adenocarcinomas de la corteza suprarrenal en ambos sexos, los tumores de las glándulas mamarias y los carcinomas de endometrio en las hembras y los adenomas/adenocarcinomas de células C de la glándula tiroides y los tumores del sistema hemopoyético en los machos. En segundo lugar, las ratas Lewis son propensas a desarrollar leucemia linfática trasplantable espontánea. Por último, cuando llegan a una edad avanzada, a veces desarrollan esclerosis glomerular espontánea.
Entre las aplicaciones de investigación actuales están la investigación de trasplantes, artritis e inflamación inducidas, encefalitis alérgica experimental y diabetes inducida por estreptozocina.

### Rata del Real Colegio de Cirujanos
La rata del  Real Colegio de Cirujanos (o rata RCS) es el primer animal conocido que muestra degeneración retiniana hereditaria. Si bien el defecto genético era desconocido por muchos años, se le identificó en el año 2000 como una mutación en el gen MERTK. Esta mutación da como resultado una fagocitosis defectuosa del epitelio pigmentario de la retina de los segmentos externos de los fotorreceptores.

### Rata temblorosa Kawasaki
La rata temblorosa Kawasaki (SRK) es una rata mutante autosómica recesiva que tiene una deleción corta en el gen RELN (Reelina). Esto da como resultado una expresión disminuida de la proteína Reelina, esencial para la apropiada laminación de la corteza y el desarrollo del cerebelo. Su fenotipo es similar al del ratón reeler, ampliamente investigado. La rata temblorosa Kawasaki se describió por primera vez en 1988. Tanto esta como la rata Lewis son cruzas bastante conocidas desarrolladas a partir de ratas Wistar.

### Rata Zucker

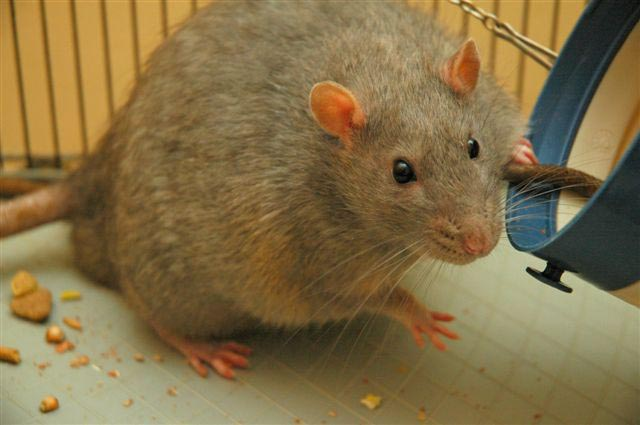
Una rata Zucker, criada para investigación sobre obesidad

La rata Zucker fue criada para servir como modelo genético para la investigación de la obesidad y la hipertensión. Lleva el nombre de Lois M. Zucker y Theodore F. Zucker, investigadores pioneros en el estudio de la genética de la obesidad. Hay dos tipos de ratas Zucker: una rata Zucker delgada, denotada como el rasgo dominante (Fa/Fa) o (Fa/fa), y la rata Zucker característicamente obesa (o grasa), que en realidad es un rasgo recesivo (fa/fa) del receptor de leptina, capaz de pesar hasta 1 kilogramo (2,2 lb), más del doble del peso promedio.
Las ratas Zucker obesas tienen altos niveles de lípidos y colesterol en el torrente sanguíneo, son resistentes a la insulina sin ser hiperglucémicas y aumentan de peso debido al aumento tanto del tamaño como del número de células grasas. La obesidad en las ratas Zucker se relaciona principalmente con su naturaleza hiperfágica y su hambre excesiva; sin embargo, la ingesta de alimentos no explica del todo la hiperlipidemia o la composición corporal general.

### Ratas knockout
La rata knockout (también escrito knock out o knock-out) es una rata modificada genéticamente con un solo gen desactivado a través de una mutación dirigida. Las ratas knockout pueden imitar enfermedades humanas y son herramientas importantes para estudiar la función genética y para descubrimiento y desarrollo de fármacos. La producción de ratas knockout se volvió técnicamente factible a partir de 2008, gracias a un trabajo financiado con $120 millones en fondos de los Institutos Nacionales de Salud (NIH) a través del Rat Genome Sequencing Project Consortium, y el trabajo realizado por los miembros del Knock Out Rat Consortium (KORC). SAGE Labs comercializa modelos de ratas knockout para la enfermedad de Parkinson, la enfermedad de Alzheimer, la hipertensión y la diabetes, utilizando tecnología de nucleasas con dedos de zinc.